# Nathan Júnior
Nathan Soares de Carvalho Júnior, meglio noto come Nathan Júnior (Rio de Janeiro, 10 marzo 1989), è un calciatore brasiliano, attaccante svincolato.

## Carriera

### Club

#### Skonto Riga
Dopo aver passato 3 anni nelle giovanili dell'Anorthosis Famagosta, grazie a Marian Pahars che giocava lì, nella stagione 2008 firma il suo primo contratto da professionista per la squadra lettone dello Skonto Riga alla quale si legò per i successivi 4 anni.

#### Olimps Riga
Viene mandato all'Olimps Riga in prestito per permettergli di giocare con continuità, qui riesce a ritagliarsi il suo spazio e colleziona 15 presenze, impreziosite da ottime prestazioni. 

#### Skonto Riga
Dopo l'ottima parentesi all'Olimps Riga, nel dicembre del 2008 torna allo Skonto Riga dove l'allenatore Paul Ashworth gli concede spazio sempre a partita in corso. Nel 2009 lo Skonto ha avuto una carenza in avanti causata dalla partenza di due giocatori che hanno lasciato poco prima dell'inizio della stagione, e Júnior è stato provato come attaccante. Ha segnato due gol al suo esordio contro lo Jūrmala-VV, e successivamente è rimasto in quella posizione. Ha giocato 19 partite e segnato 5 gol nella stagione 2009. Ha sorpreso molto nella stagione seguente, segnando 18 gol in 24 partite di campionato e diventando capocannoniere con l'attaccante Deniss Rakels del Liepājas Metalurgs. Nel 2010 lo Skonto è diventato campione di Lettonia. Dopo la stagione impressionante che ha avuto, Júnior ha sostenuto dei periodi di prova con il Maccabi Haifa in Israele, la Dinamo Mosca in Russia e l'Energie Cottbus in Germania. All'inizio della stagione 2011 Júnior subito un infortunio. Ma dopo essersi ripreso ha concluso il campionato di nuovo come capocannoniere segnando 22 gol in 26 partite.

#### Kapfenberger SV
Dopo un periodo di prova al Kapfenberger SV viene prelevato a parametro zero.

## Palmarès

### Club

#### Competizioni nazionali
- Campionato lettone: 1

Skonto: 2010
- Segunda Liga: 1

Paços Ferreira: 2018-2019

#### Competizioni internazionali
- Baltic League: 1

Skonto: 2010-2011

### Individuale
- Capocannoniere della Virslīga: 2

2010 (18 reti), 2011 (22 reti)